# Leberberg (Kaiserebersdorf)
Der Leberberg ist ein 175 m hoher Hügel im 11. Wiener Gemeindebezirk Simmering.

## Geographie

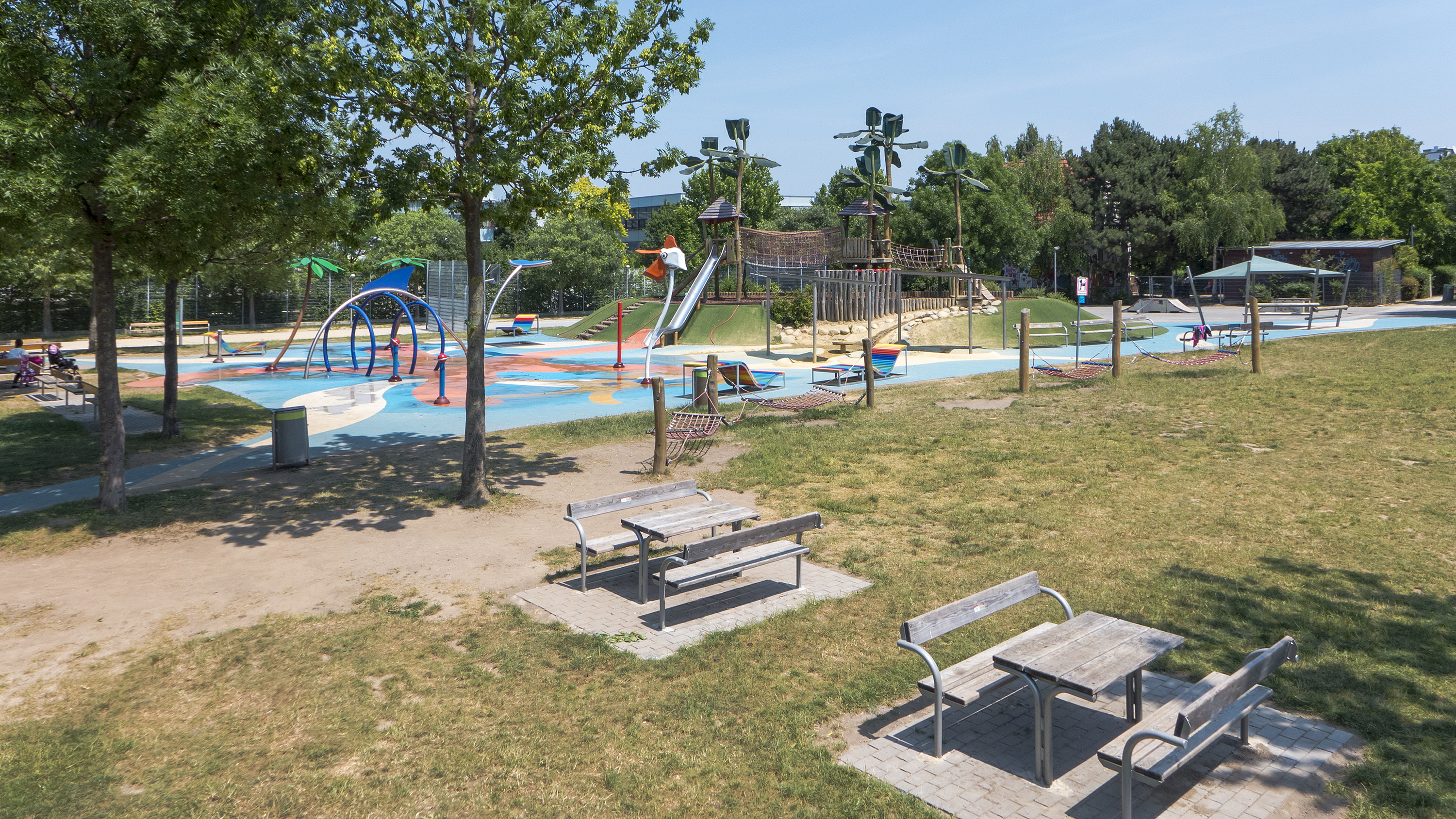
Stadtpark Leberberg (2015)

Der Hügel befindet sich im Bezirksteil Kaiserebersdorf nahe der Wiener Stadtgrenze zu Schwechat. Der Leberberg ist seit 1971 ein Zählbezirk der amtlichen Statistik, der 2011 rund 25.000 Einwohner aufwies.
Der Leberberg in Kaiserebersdorf ist nicht mit einer gleichnamigen Flur im Bezirksteil Simmering zu verwechseln, die sich entlang der Aspangbahn zwischen dem Sankt Marxer Friedhof und dem alten Ortszentrum von Simmering erstreckt.

## Geschichte
Der Leberberg hat seinen Namen vom Wort Leb(er), mittelhochdeutsch lê(wer), das „Grabhügel, Grab, Hügel“ bedeutet.
Der zuvor kaum besiedelte Leberberg bildete in den 1990er Jahren ein Wiener Stadterweiterungsgebiet, als dessen zentrale Elemente die Parkanlagen Stadtpark Leberberg und Hofgartel angelegt wurden.

## Kultur und Sehenswürdigkeiten
- Die römisch-katholische Pfarrkirche St. Benedikt am Leberberg wurde von 1996 bis 1997 nach Plänen von Wolfgang Zehetner, Walter Zschokke und Walter Hans Michl erbaut.[6] Insbesondere während seiner Errichtung galt der Stadtteil am Leberberg, der eine dichte Besiedlung und eine ungünstige Verkehrsanbindung aufwies, als schlechte Wohngegend.[7]